# Chronologie des faits économiques et sociaux dans les années 1750
Chronologie de l'économie
Années 1740 - Années 1750 - Années 1760

## Événements
- 1749-1759 : réalisation du cadastre d'Ensenada en Castille[1] ; sous l'impulsion du marquis de la Ensenada, un projet de refonte des impôts traditionnels en une unica contribución, un impôt direct sur la richesse foncière, ecclésiastique, industrielle et commerciale, n’aboutit pas[2]. Les rentrées fiscales en Espagne ont triplé depuis 1700.
- 1750 : 
  - la Grande-Bretagne renonce à l’asiento et au « vaisseau de permission » basé à Porto Belo (isthme de Panama) pour la somme de 100 000 livres sterling et obtient la clause de la nation la plus favorisée[3].
  - le rendement des céréales atteint le seuil de 6,3 quintaux par hectare en Allemagne, en Prusse et en Scandinavie[4].
- 1750-1800 : 80 000 esclaves noirs sont déportés chaque année par les Européens vers l’Amérique (soit près de 1600 par an)[5].
- 1755 : famine au Japon[6].
- 1755 : le séisme de Lisbonne survenu le 1er novembre a des conséquences directes et immédiates négatives importantes pour les pays les plus touchés, Portugal, Espagne et Maroc, mais indirectement et par la suite favorise pour la suprématie commerciale et coloniale les pays d'Europe du Nord dont les ports, notamment anglais, sont épargnés.
- 1757 : les clôtures sont autorisées au Danemark[7].

### France
- 1751-1752 : disette[8] ; émeutes de subsistance à Arles (janvier 1752), en Auvergne, en Dauphiné et à Rouen (avril 1752)[9].
- 1756-1763 : au plus fort de la guerre de Sept Ans, après un équilibre relatif du budget, les dépenses de l’État français montent à 1 800 tonnes d’équivalent argent par an. Les revenus nets à 700 tonnes. Il faut recourir à l’emprunt. Le pays, en bonne santé économique, se tire de l’épreuve, bien que le négoce colonial (Compagnie des Indes, Bordeaux) s’effondre. Les exportations se maintiennent à un plancher de 170 où 180 millions de livres par an (240 millions en 1748-1756), pour remonter avec vigueur dès le retour de la paix (1764). Le marché intérieur se défend, la production céréalière se porte bien, avec des prix relativement élevés, portés par les achats de l’intendance. La guerre maritime favorise le transport terrestre. L’industrie lainière plafonne mais ne s’effondre pas, pour repartir à la hausse après 1763[10].
- Après 1756 : le port de Bordeaux reçoit puis de 20 millions de livres par an de denrées coloniales des Antilles françaises. Du début du siècle à la Guerre d'indépendance (1775), ce commerce à triplé[11].
- 1757-1762 : printemps et étés sec et chaud. Vendanges précoces[12].

Le prix constaté du blé stagne au cours de la décennie en France, malgré de forts écarts certaines années, et monte un peu si l'on prend en compte l'évolution parallèle du salaire horaire, qui lui diminue légèrement, selon l'économiste Jean Fourastié, qui a démontré l'importance de l'Histoire de la culture des céréales sur celle de l'économie, également pour cette décennie de détente sur l'offre de céréales:
| Années                                     | 1750 | 1751 | 1752 | 1753 | 1754 | 1755 | 1756 | 1757 | 1758 | 1759 |
| Prix observé du quintal de blé (en livres) | 15,2 | 15,5 | 17,6 | 15,7 | 14,8 | 11,3 | 12,7 | 15,8 | 15   | 15,6 |
| Prix réel (ajusté du salaire horaire)      | 191  | 194  | 220  | 197  | 186  | 142  | 159  | 197  | 187  | 196  |

### Grande-Bretagne
- 1750 :
  - épidémie de typhus à Londres[14]. Les épidémies de typhus et de grippe épargnent la Grande-Bretagne après 1750[15].
  - augmentation de la production agricole en Angleterre grâce à la généralisation des innovations agricoles. Le rendement des céréales atteint 10,3 quintaux par hectare contre 7 en 1700[4].
  - la production de charbon est de 5 millions de tonnes[16].
  - les routes à péage constituent un réseau de 5 400 km rayonnant autour de Londres. Elles se multiplient au cours des deux décennies suivantes pour totaliser 24 000 km, soit le sixième du réseau britannique[15].
- Vers 1750 : 15 000 personnes, venues de toute la Grande-Bretagne, s’installent chaque année à Londres[15].
- 1751 : le Gin Act limite la production et la consommation d'alcool[17].

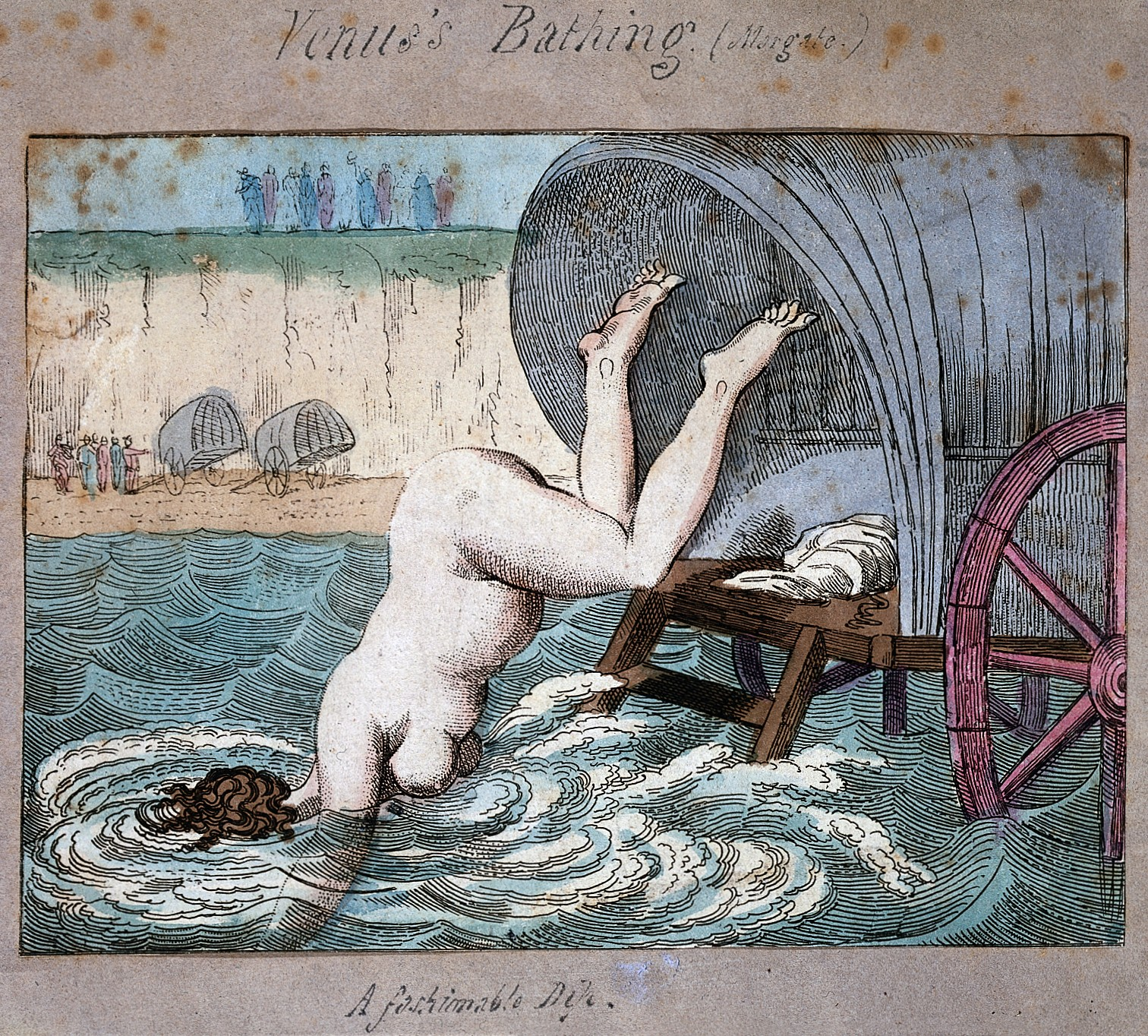
Baigneuse nue plongeant directement d'une roulotte de bain dans la mer, sur une plage de Margate à la fin du XVIII. Gravure de 1790 de Thomas Rowlandson (1756-1827).

- 1753 : le Dr Russell publie Effets de l'eau de mer sur les glandes qui recommande la boisson d'eau de mer et le bain de mer comme moyens thérapeutiques. Il ouvre le premier établissement de bains à Brighton[18].
- 1er mai 1759 : le potier britannique Josiah Wedgwood (1730-1795) fonde la manufacture de vaisselle d’Etruria à Burslem (Staffordshire). Il vend dans le monde entier des céramiques à l’antique[19].

### Monarchie de Habsbourg
- 1750 : l'impératrice-reine Marie-Thérèse fonde dans le port franc de Fiume la première raffinerie de sucre de canne de l'empire[20].
- Vers 1750 : la Hongrie compte au milieu du siècle quelque 20 000 diplômés, nobles ou roturiers, les honoracior[21].
- 1752 : création de la manufacture de cotonnades de Friedau à Vienne[22].
- 1751-1756 : enquête de la Monarchie autrichienne pour dresser l’état de l’enseignement sur tout le territoire[23].
- 1753 : manufacture de cotonnades de Schwechat fondée par le marchand alsacien Jan Fries à Vienne[22].
- 1753-1754 : Marie-Thérèse promulgue un nouveau tarif douanier unitaire dans les États des Habsbourg, qui permet de défendre le marché intérieur[24]. Le nouveau tarif douanier veut obliger la Hongrie à vendre et à acheter à l’Autriche. Ce tarif établit la dépendance du pays, fournisseur de produits bruts, et en retarde son industrialisation[25].
- 1754 :
  - le système des jurandes et maîtrises est renforcée dans les États habsbourgeois pour assurer un contrôle de qualité[24].
  - la manufacture de draperies de Linz passe sous contrôle d’état et ne cesse de se développer jusqu’en 1780. Jan Fries crée une fabrique de velours à Döbling, faubourg de Vienne[22].
- 1755 :
  - second cadastre thérésien ; cadastration du « dominical », les réserves seigneuriales dans les possessions des Habsbourg[26].
  - établissement d’une manufacture de toiles à Potstejn (Bohême)[22].
  - fondation d’une école des mines en Hongrie[25].

### Russie
- 1750 : ouverture d'une école de la marine[27].
- 1752 : tentative d’acclimatation des vers à soie en Petite Russie et dans les gouvernements d’Astrakhan et d’Orenbourg[27].
- 1753 :
  - reconstitution de la ferme des tabacs, supprimée sous Pierre II de Russie. Création de deux banques (commerce et noblesse)[27]..
  - à l'instigation de Chouvalov, l'impératrice Élisabeth supprime toutes les douanes intérieures dans l'Empire russe et les dix-sept taxes différentes qui y sont perçues, par un oukase du 20 décembre 1753[28].
- 1754 :
  - création d'établissements de crédit à Saint-Pétersbourg et à Moscou par un oukase du 13 mai 1754[29].
  - l'impératrice Élisabeth fait publier une « instruction pour le cadastre général de l'Empire » et le projet d’un nouveau code favorable aux nobles[30].
  - édit autorisant le commerce du blé entre la Russie et l’Ukraine[27].
- 1755 :
  - interdiction d’exporter le chanvre, l’alcool et les cuirs[27].
  - suppression des droits d’entrée sur les produits étrangers importés en Petite Russie, et prélevé par la Russie[27].
  - en Petite Russie, abolition d’un grand nombre de taxes intérieures qui grevaient l’industrie locale[27].
- 1759 : Pierre Chouvalov monopolise à son profit le commerce du bétail et de la viande. Il multiplie les prix par six et réalise d’énormes bénéfices[27].

## Démographie
- 1750 : 
  - la population de la Terre s'élève à quelque 771 millions d'individus[31]. 2 millions d’habitants en Océanie, 100 millions en Afrique, de 406 à 479 en Asie, de 11 à 12,4 en Amérique, de 140 à 144 en Europe[32].
  - la France compte 25,3 millions d’habitants (frontières actuelles)[33].
  - vingt millions d’habitants dans le Saint-Empire[34], dont 80 % de paysans.
  - deux millions d’habitants aux Provinces-Unies, où la population stagne depuis 1650[35].
  - 15,5 millions d’habitants en Italie[32].
  - 9 millions d’habitants en Espagne[32].
  - 1,4 million d’habitants en Suède[32].
  - 641 000 habitants en Norvège[36].
  - 11,4 millions d’habitants en Pologne[37].
  - 14,5 millions d’habitants en Russie[32].
  - 2,5 millions d’Indiens au Mexique[38].
- Vers 1750 : la population combinée de l'Angleterre et du Pays de Galles est de 5,77 millions d’habitants. Près de la moitié de la population est illettrée, et une proportion équivalente vit dans l’indigence[39].
- 1754 :
  - lors de leur premier recensement, les territoires héréditaires des Habsbourg et la Bohême comprennent 6 134 558 habitants[40].
  - la Nouvelle-France compte 85 000 colons. La Nouvelle-Angleterre en compte 1 485 634[41]. En Nouvelle-Angleterre 90 % de la population blanche masculine est alphabétisée[42]. Seulement 40 % des femmes savent lire et écrire.
- 1759 : 500 000 Portugais ont émigré au Brésil depuis 1700.